# Południowe Alpy Wapienne

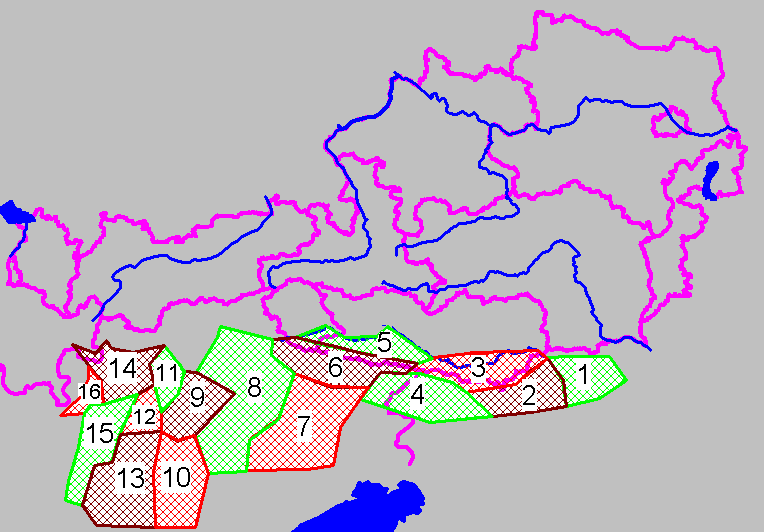
Grupy górskie Południowych Alp Wapiennych
(kolorem fioletowym zaznaczono granice państw oraz austriackich krajów związkowych)

Południowe Alpy Wapienne (niem. Südliche Kalkalpen, wł. Alpi Sud-orientali) – jeden z trzech sektorów Alp Wschodnich. Rozciągają się od masywu Sobretta-Gavia w Lombardii na zachodzie do masywu Pohorje w Słowenii na wschodzie. Najwyższym szczytem jest Ortler 3905 m n.p.m.
Grupy górskie Południowych Alp Wapiennych (od wschodu do zachodu):
1. Pohorje (niem. Bachergebirge)
2. Alpy Kamnickie (Alpy Sawińskie)
3. Karawanki
4. Alpy Julijskie
5. Alpy Gailtalskie
6. Alpy Karnickie
7. Prealpi Carniche
8. Dolomity
9. Dolomiti di Fiemme (fragment Dolomitów)
10. Prealpi Vicentine
11. Nonsberggruppe, Alpi della Val di Non
12. Dolomiti di Brenta
13. Prealpi Gardesane
14. Ortler-Alpen
15. Alpi dell’Adamello e della Presanella (nie należą do Alp Wapiennych lecz do Alp Centralnych!)
16. Gruppo Sobretta-Gavia (fragment Ortler-Alpen)